# 這本漫畫真厲害！
《這本漫畫真厲害！》（日语：このマンガがすごい！）是由日本寶島社所出版的导览书。
其通过对众多参与者，包括大学漫画研究会、书店职员、作家，插画家，编辑，评论家，演员，配音演员，广播作家，喜剧演员，音乐家，运动员等，对作品发行年上一年10月1日至发行年9月30日发行的漫画作品进行记名及不记名投票计分评比，得出排行结果并对进榜作品进行详细介绍。
男生篇票選對象為男性向漫畫，女生篇票選對象為女性向漫畫。

## 編輯成員
問卷調查部門以外的主要作家有奈良崎コロスケ、粟生こずえ、渡邊水央等三人。
其他撰稿人，還有漫畫原作大西祥平、前《みこすり半劇場》總編輯山脇麻生、電視冠軍「女生編通冠軍」連任冠軍鈴木めぐみ。

## 歷屆第一名得獎作品
| 年份     | 男生篇                                                                       | 女生篇                                              |
| -------- | ---------------------------------------------------------------------------- | --------------------------------------------------- |
| 2006年版 | PLUTO ～冥王～（浦澤直樹、小学館）                                           | 蜂蜜與四葉草（羽海野千花、集英社）                  |
| 2007年版 | 爆粗Band友（若杉公德、白泉社）                                               | 蜂蜜與四葉草（羽海野千花、集英社）                  |
| 2008年版 | 81diver（柴田峪申、集英社）                                                  | 只想告訴你（椎名輕穗、集英社）                      |
| 2009年版 | 聖哥傳（中村光、講談社）                                                     | 坂道上的阿波羅（小玉由起、小学館）                  |
| 2010年版 | 爆漫王。（作：大場鶇 / 画：小畑健、集英社）                                  | 花牌情緣（末次由紀、講談社）                        |
| 2011年版 | 進擊的巨人（諫山創、講談社）                                                 | HER（山下知子、祥傳社）                             |
| 2012年版 | 怪醫黑傑克的誕生：手塚治虫的創作秘辛 （作：宮崎克 / 画：吉本浩二、秋田書店） | 懶人的餐桌（作：久住昌之 / 画：水澤悅子、秋田書店） |
| 2013年版 | 火星異種（作：貴家悠 / 画：橘賢一、集英社）                                  | 俺物語!!（作：河原和音 / 画：或子、集英社）         |
| 2014年版 | 暗殺教室（松井優征、集英社）                                                 | 再見了，魔法師（穗積、小学館）                      |
| 2015年版 | 聲之形（大今良時、講談社）                                                   | 琪醬還不夠好（阿部共實、秋田書店）                  |
| 2016年版 | 迷宮飯（九井諒子、KADOKAWA、enterbrain）                                     | 阿宅的戀愛太難（ふじた、一迅社）                          |
| 2017年版 | 中間管理錄利根川 （作：萩原天晴 / 画：三好智樹、橋本智廣、講談社）           | 金之國 水之國（岩本奈緒、小学館）                   |
| 2018年版 | 約定的夢幻島（作： / 画：、集英社）                                          | 七葉樹王國的七名騎士（岩本奈緒、小学館）            |
| 2019年版 | 天國大魔境（石黑正數、講談社）                                               | 春心萌動的老屋緣廊（鶴谷香央理、KADOKAWA）          |
| 2020年版 | SPY×FAMILY間諜家家酒（遠藤達哉、集英社）                                     | 告別迷你裙（牧野葵、集英社）                        |
| 2021年版 | 鏈鋸人（藤本樹、集英社）                                                     | 女校之星（、祥傳社）                                |
| 2022年版 | 驀然回首（藤本樹、集英社）                                                   | 海波追尋的終幕（、秋田書店）                        |
| 2023年版 | 光逝去的夏天（モクモクれん、KADOKAWA）                                                   | 穹廬下的魔女（トマトスープ、秋田書店）                          |
| 2024年版 | 鑽石的功罪（平井大橋、集英社）                                               | （大白小蟹、LEED社）                                |
| 2025年版 | 為了與你在宇宙同行（泥ノ田犬彦、講談社）                                     | 環與周（吉永史、集英社）                            |

## 歷屆前十名作品
- 同分者共用名次

### 男生篇
| 年度              | 第一名                                                                                  | 第二名至第十名 | 備註   |
| ----------------- | --------------------------------------------------------------------------------------- | --- | ------ |
| 2006年 （第一屆） | 《PLUTO ～冥王～》（手塚治虫／浦澤直樹、小學館）116pt                                   | 2.《死亡笔记》（作：大場鶇／畫：小畑健、集英社）101pt 3.《失蹤日記》（吾妻日出夫、East Press）98pt 4.《工作狂人》（安野夢洋子、讲谈社）67pt 5.《鋼之鍊金術師》（荒川弘、史克威尔艾尼克斯）57pt 6.《異變者》（山本英夫、小學館）54pt 7.《王牌投手 振臂高揮》（樋口朝、講談社）45pt 8.《農大菌物語》（石川雅之、講談社）45pt 9.《叛逆之子》（新井英樹、小學館）44pt 9.《团地友夫》（小田扉、小學館）44pt                                                            | [ 3 ]  |
| 2007年 （第二屆） | 《爆粗Band友》（若杉公徳、白泉社）136pt                                                 | 2.《死亡笔记》（作：大場鶇／畫：小畑健、集英社）118pt 3.《戰國鬼才傳》（山田芳裕、講談社）99pt 4.《铃木老师》（武富健治、雙葉社）74pt 5.《剑豪生死斗》（作：南條範夫／畫：山口貴由、秋田書店）68pt 6.《深海魚男》（古谷實、講談社）58pt 7.《敏行快跑》（花澤健吾、小學館）54pt 8.《企業傭兵》（廣江禮威、小學館）43pt 8.《黑金丑島君》（真鍋昌平、小學館）43pt 10.《農大菌物語》（石川雅之、講談社）41pt                                                          | [ 4 ]  |
| 2008年 （第三屆） | 《81diver》（柴田ヨクサル、集英社）141pt                                                | 2.《戰國鬼才傳》（山田芳裕、講談社）66pt 3.《四葉妹妹！》（东清彦、KADOKAWA）64pt 4.《剑豪生死斗》（作：南條範夫／畫：山口貴由、秋田書店）62pt 5.《王牌投手 振臂高揮》（樋口朝、講談社）51pt 6.《逆转监督》（畫：／案・協：綱本將也、講談社）50pt 7.《極道美食王》（作：土山滋／協力：大西祥平、雙葉社）47pt 7.《RED》（山本直樹、講談社）47pt 9.《鈴木老師》（武富健治、雙葉社）45pt 10.《海獸之子》（五十嵐大介、小學館）41pt                                   | [ 5 ]  |
| 2009年 （第四屆） | 《聖哥傳》（中村光、講談社）206pt                                                       | 2.《宇宙兄弟》（小山宙哉、講談社）94pt 3.《逆转监督》（畫：／案・協：綱本將也、講談社）84pt 4.《3月的獅子》（羽海野千花、白泉社）83pt 5.《深夜食堂》（安倍夜郎、小學館）81pt 6.《昨日的美食》（吉永史、講談社）73pt 7.《青之炎》（島本和彥、小學館）60pt 8.《四葉妹妹！》（東清彦、KADOKAWA）59pt 9.《我只是還沒有全力以赴》（青野春秋、小學館）53pt 10.《》（杉本亞未、講談社）47pt                                                                              | [ 6 ]  |
| 2010年 （第五屆） | 《爆漫王。》（作：大場鶇／畫：小畑健、集英社）174pt                                     | 2.《ONE PIECE》（尾田荣一郎、集英社）149pt 3.《》（小林誠、講談社）113pt 4.《星守犬》（村上たかし、雙葉社）96pt 5.《桃花期》（久保美津郎、講談社）91pt 6.《》（三島衛里子、小學館）79pt 7.《鋼之鍊金術師》（荒川弘、史克威尔艾尼克斯）69pt 8.《聖哥傳》（中村光、講談社）68pt 9.《美食獵人TORIKO》（島袋光年、集英社）64pt 10.《飆速宅男》（渡邊航、秋田書店）58pt                                                                                                | [ 7 ]  |
| 2011年 （第六屆） | 《進擊的巨人》（諫山創、講談社）313pt                                                   | 2.《羅馬浴場》（山崎麻里、KADOKAWA）188pt 3.《》（上野顯太郎、KADOKAWA）138pt 4.《ONE PIECE》（尾田荣一郎、集英社）136pt 5.《鋼之鍊金術師》（荒川弘、史克威尔艾尼克斯）119pt 6.《姊嫁物語》（森薰、KADOKAWA）115pt 7.《漂流武士》（平野耕太、少年畫報社）107pt 8.《爆漫王。》（作：大場鶇／畫：小畑健、集英社）91pt 9.《請叫我英雄》（花澤健吾、小學館）73pt 10.《惡之華》（押見修造、講談社）61pt                                                                | [ 8 ]  |
| 2012年 （第七屆） | 《怪醫黑傑克的誕生：手塚治虫的創作秘辛》（作：宮崎勝／畫：吉本浩二、秋田書店）113pt     | 2.《錢進球場》（作：Cozy城倉／畫：足立金太郎、講談社）105pt 3.《真白之音》（羅川真里茂、講談社）89pt 4.《HUNTER×HUNTER》（冨樫義博、集英社）86pt 5.《3月的獅子》（羽海野千花、白泉社）59pt 6.《》（協：板垣惠介／著：RIN、日本文芸社）57pt 7.《》（、KADOKAWA）56pt 8.《進擊的巨人》（諫山創、講談社）55pt 9.《美食刑警立花》（作：坂戸佐兵衛／畫：、德間書店）54pt 10.《信長協奏曲》（石井步、小學館）49pt                                                       | [ 9 ]  |
| 2013年 （第八屆） | 《火星異種》（作：貴家悠／畫：橘賢一、集英社）111pt                                     | 2.《高分少女》（押切蓮介、史克威尔艾尼克斯）95pt 3.《人間仮免中》（卯月妙子、East Press）89pt 4.《排球少年！！》（古館春一、集英社）80pt 5.《银之匙 Silver Spoon》（荒川弘、小學館）77pt 6.《黑子的籃球》（藤卷忠俊、集英社）72pt 7.《金肉人》（蚵仔煎、集英社）70pt 8.《請叫我英雄》（花澤健吾、小學館）66pt 9.《舞動青春》（竹內友、講談社）65pt 10.《ULTRAMAN》（清水榮一／下口智裕、小學館Creative）63pt                                                      | [ 10 ] |
| 2014年 （第九屆） | 《暗殺教室》（松井優征、集英社）116pt                                                   | 2.《在下坂本，有何貴幹？》（佐野菜見、KADOKAWA）88pt 3.《亞人》（櫻井畫門／第1巻故事担当：三浦追儺、講談社）83pt 4.《重版出来！》（松田奈緒子、小学館）82pt 5.《七宗罪》（鈴木央、講談社）76pt 6.《進擊的巨人》（諫山創、講談社）74pt 7.《抽屜裡的生態箱》（九井諒子、East Press）72pt 8.《天真與閃電》（、講談社）64pt 9.《》（、秋田書店）63pt 10.《寶石之國》（市川春子、講談社）62pt                                                                          | [ 11 ] |
| 2015年 （第十屆） | 《聲之形》（大今良時、講談社）129pt                                                     | 2.《魔法使的新娘》（ヤマザキコレ、Mag Garden）126pt 3.《不讓小孩子知道》（田島列島、講談社）97pt 4.《福島核電 福島第一核電廠工作紀實》（、講談社）79pt 5.《》（山田參助、KADOKAWA）72pt 6.《》（畫：近藤洋子／作：津原泰水、KADOKAWA）68pt 7.《巨人之戰》（三浦建太郎、白泉社）66pt 8.《雪莉》（森薰、KADOKAWA）53pt 9.《只有我不存在的城市》（三部敬、KADOKAWA）52pt 10.《健康有文化的最低限度生活》（柏木晴子、小學館）47pt                                                 | [ 12 ] |
| 2016年 （第11屆） | 《迷宮飯》（九井諒子、KADOKAWA）270pt                                                   | 2.《黃金神威》（野田智、集英社）136pt 3.《黑博物館 Ghost&Lady》（藤田和日郎、講談社）107pt 4.《愛在雨過天晴時》（眉月啍、小學館）98pt 5.《我的英雄學院》（堀越耕平、集英社）81pt 6.《聽我的電波吧》（沙村广明、講談社）79pt 7.《工作細胞》（清水茜、講談社）63pt 8.《獻給岡崎》（、小學館）62pt 9.《粗點心戰爭》（琴山、小學館）55pt 10.《只有我不存在的城市》（三部敬、KADOKAWA）51pt                                                                            | [ 13 ] |
| 2017年 （第12屆） | 《中間管理錄利根川》（協：福本伸行／作：萩原天晴／畫：橋本智広、三好智樹；講談社）109pt | 2.《我的少年》（高野ひと深、雙葉社）108pt 3.《炎拳》（藤本樹、集英社）88pt 4.《》（、太田出版）72pt 5.《鑫神奇譚》（堀尾省太、講談社）58pt 6.《迷宮飯》（九井諒子、KADOKAWA）54pt 7.《3月的獅子》（羽海野千花、白泉社）51pt 7.《漂流武士》（平野耕太、少年画報社）51pt 9.《》（、新潮社）49pt 10.《》（、講談社）47pt | [ 14 ] |
| 2018年 （第13屆） | 《約定的夢幻島》（作：白井海芋／畫：出水ぽすか、集英社）141pt                           | 2.《BEASTARS》（板垣巴留、秋田書店）93pt 3.《致不灭的你》（大今良時、講談社）86pt 4.《星期一的朋友》（阿部共實、小學館）85pt 5.《衛府七忍》（山口貴由、秋田書店）70pt 6.《魔法帽的工作室》（白濱鷗、講談社）62pt 7.《黃金神威》（野田智、集英社）58pt 8.《一日外出錄班長》（協：福本伸行／作：萩原天晴／畫：上原求、新井和也；講談社）57pt 9.《血之轍》（押見修造、小學館）56pt 10.《Violence Action》（畫：浅井蓮次／作：沢田新、小學館）53pt                    | [ 15 ] |
| 2019年 （第14屆） | 《天國大魔境》（石黑正數、講談社）87pt                                                  | 2.《难缠的金刚寺同学》（豐田實、小學館）63pt 3.《彼方的阿斯特拉》（篠原健太、集英社）61pt 4.《藍色時期》（山口飛翔、講談社）60pt 5.《終末的女武神》（畫：／作：梅村真也／構成：、德間書店）54pt 6.《昭和天皇物語》（著：能條純一／作：半藤一利／腳本：永福一成／監修：志波秀宇、德間書店）50pt 7.《》（吉本浩二、雙葉社）49pt 8.《極道主夫》（、新潮社）48pt 8.《唯願來世不相識》（小西明日翔、講談社）48pt 10.《天地創造設計部》（作：蛇藏、／畫：、講談社）42pt | [ 16 ] |
| 2020年 （第15屆） | 《SPY×FAMILY間諜家家酒》（遠藤達哉、集英社）163pt                                       | 2.《》（島田虎之介、講談社）77pt 3.《我內心的糟糕念頭》（樱井纪雄、秋田書店）70pt 4.《鏈鋸人》（藤本樹、集英社）66pt 5.《水奔流向海》（田島列島、講談社）58pt 6.《鬼滅之刃》（吾峠呼世晴、集英社）51pt 7.《國王排名》（十日草輔、KADOKAWA）45pt 7.《跃动青春》（高松美咲、講談社）45pt 9.《貓熊偵探社》（澤江ポンプ、LEED社）44pt 10.《有害無罪玩具》（詩野うら、KADOKAWA）43pt                                                                                             | [ 17 ] |
| 2021年 （第16屆） | 《鏈鋸人》（藤本樹、集英社）131pt                                                       | 2.《葬送的芙莉蓮》（作：山田鐘人／畫：阿部司、小學館）91pt 3.《九龍大眾浪漫》（眉月啍、集英社）81pt 4.《水奔流向海》（田島列島、講談社）61pt 5.《龍女戰記》（都留泰作、平凡社）49pt 6.《》（、East Press）41pt 7.《大黑暗》（林田球、小學館）40pt 8.《忍者和极道》（近藤信輔、講談社）39pt 9.《我內心的糟糕念頭》（樱井纪雄、秋田書店）38pt 10.《》（香山哲、East Press）37pt                                                                                     | [ 18 ] |
| 2022年 （第17屆） | 《驀然回首》（藤本樹、集英社）175pt                                                     | 2.《地。-關於地球的運動-》（魚豊、小學館）145pt 3.《怪獸8號》（松本直也、集英社）136pt 4.《膽大黨》（龍幸伸、集英社）86pt 5.《東京日常》（松本大洋、小學館）74pt 6.《葬送的芙莉蓮》（作：山田鐘人／畫：阿部司、小學館）71pt 7.《【我推的孩子】》（作：赤坂明／畫：橫槍萌果、集英社）65pt 8.《一兆遊戲》（作：稻垣理一郎／畫：池上遼一、小學館）49pt 9.《》（武田一義／協力：平塚柾緒（太平洋戰爭研究會）、白泉社）48pt 10.《達爾文事變》（、講談社）43pt          | [ 19 ] |
| 2023年 （第18屆） | 《光逝去的夏天》（モクモクれん、KADOKAWA）136pt                                                     | 2.《再見繪梨》（藤本樹、集英社）134pt 3.《章魚嗶的原罪》（Taizan 5、集英社）109pt 4.《朱音落語》（畫：馬上鷹將／作：末永裕樹、集英社）93pt 5.《》（、小學館）79pt 6.《畫完這個再去死》（豐田實、小學館）72pt 7.《躲在超市後門抽菸的兩人》（地主、史克威尔艾尼克斯）67pt 8.《ONE PIECE》（尾田荣一郎、集英社）64pt 9.《正相反的你與我》（阿賀澤紅茶、集英社）56pt 9.《綠之歌 -收集群風-》（高妍、KADOKAWA）56pt                                                    | [ 20 ] |
| 2024年 （第19屆） | 《鑽石的功罪》（平井大橋、集英社）87pt                                                  | 2.《黃泉使者》（荒川弘、史克威爾艾尼克斯）79pt 3.《》（、LEED社）66pt 4.《雷霆三人組》（池田祐輝、講談社）64pt 5.《給和平國度的島崎》（作：濱田轟天／畫：瀬下猛、講談社）61pt 6.《薄墨的盡頭》（岩宗治生、KADOKAWA）58pt 7.《胚胎培養師水與色》（岡崎真里、小學館）46pt 8.《躍動青春》（高松美咲、講談社）45pt 9.《》（町田洋、講談社）40pt 9.《瑠璃龍龍》（眞藤雅興、集英社）40pt                                                                                | [ 21 ] |
| 2025年 （第20屆） | 《為了與你在宇宙同行》（泥ノ田犬彦、講談社）                                            | 2.《普通輕音社》（作：クワハリ／畫：出内テツオ、集英社） 3.《どくだみの花咲くころ》（城戸志保、講談社） 4.《The Kinks》（榎本俊二、講談社） 5.《路邊的藤井》（鍋倉夫、小學館） 6.《神樂鉢》（外薗健、集英社） 7.《雷雷雷》（ヨシアキ、小學館） 8.《この世は戦う価値がある》（こだまはつみ、小學館） 9.《銀河金融保險公司COSMOS》（田村隆平、小學館） 10.《小鼠的初戀》（大瀬戸陸、講談社）                                                                        | [ 22 ] |

### 女生篇
| 年度              | 第一名                                                      | 第二名至第十名 | 備註   |
| ----------------- | ----------------------------------------------------------- | --- | ------ |
| 2006年 （第一屆） | 《蜂蜜與四葉草》（羽海野千花、集英社）146pt                 | 2.《交響情人夢》（二之宮知子、講談社）140pt 3.《NANA》（矢澤愛、集英社）103pt 4.《沉睡的秘境》（萩尾望都、小學館）71pt 5.《Pride 邁向榮耀之路》（一条由香莉、集英社）60pt 6.《大奧》（吉永史、白泉社）57pt 7.《花漾人生》（吉永史、新書館）52pt 8.《更衣娃娃由香》（東村明子、集英社）43pt 9.《魔界女王候補生》（安野夢洋子、講談社）42pt 10.《》（山岸凉子、KADOKAWA）41pt                                                                                | [ 3 ]  |
| 2007年 （第二屆） | 《蜂蜜與四葉草》（羽海野千花、集英社）205pt                 | 2.《只想告訴你》（椎名輕穗、集英社）145pt 3.《交響情人夢》（二之宮知子、講談社）134pt 4.《天堂餐館》（小野夏芽、太田出版）90pt 5.《》（山岸凉子、KADOKAWA）81pt 6.《夏目友人帳》（綠川幸、白泉社）68pt 7.《NANA》（矢澤愛、集英社）63pt 8.《花漾人生》（吉永史、新書館）54pt 9.《暴坊書店小姐》（久世番子、新書館）51pt 10.《俏妞出招》（河原和音、集英社）49pt                                                                                            | [ 4 ]  |
| 2008年 （第三屆） | 《只想告訴你》（椎名輕穗、集英社）160pt                     | 2.《海街日記》（吉田秋生、小學館）153pt 3.《粉紅系男孩》（菅野文、白泉社）90pt 4.《花漾人生》（吉永史、新書館）87pt 5.《白兔糖》（宇仁田由美、祥傳社）73pt 6.《》（小野夏芽、太田出版）67pt 7.《Real Clothes》（槙村怜、集英社）60pt 8.《eensy - weensy毒舌小惡魔》（津田雅美、白泉社）55pt 9.《俏妞出招》（河原和音、集英社）52pt 10.《光之海》（小玉由起、小學館）50pt                                                                                   | [ 5 ]  |
| 2009年 （第四屆） | 《坂道上的阿波羅》（小玉由起、小學館）148pt                 | 2.《》（倉持房子、集英社）131pt 3.《花牌情緣》（末次由紀、講談社）116pt 4.《只想告訴你》（椎名輕穗、集英社）78pt 5.《天狗的女儿》（岩本奈緒、小學館）76pt 6.《夢想觀光產業課》（岩本奈緒、小學館）71pt 7.《》（、集英社）70pt 8.《夏目友人帳》（綠川幸、白泉社）67pt 9.《不結婚，好嗎？》（、幻冬社）60pt 10.《少女漫畫》（松田奈緒子、集英社）57pt | [ 6 ]  |
| 2010年 （第五屆） | 《花牌情緣》（末次由紀、講談社）147pt                       | 2.《只想告訴你》（椎名輕穗、集英社）118pt 3.《》（東村明子、集英社）92pt 4.《海月姬》（東村明子、講談社）85pt 5.《鄰座的怪同學》（Robico、講談社）78pt 6.《謎樣的他》（西炯子、小學館）75pt 7.《青空吶喊》（河原和音、集英社）72pt 8.《凌晨三點的混亂地帶》（、祥傳社）60pt 9.《不完美情人》（育江綾、集英社）49pt 9.《flat～友情平均值～》（青銅ナツ、Mag Garden）49pt                                                                                            | [ 7 ]  |
| 2011年 （第六屆） | 《HER》（山下知子、祥傳社）106pt                            | 2.《女孩，別哭❤》（山下知子、）103pt 3.《海月姬》（東村明子、講談社）102pt 4.《花牌情緣》（末次由紀、講談社）96pt 4.《夏雪之約》（河內遙、祥傳社）96pt 6.《大奧》（吉永史、白泉社）87pt 7.《雙面少女》（中村明日美子、太田出版）81pt 8.《不完美情人》（育江綾、集英社）79pt 9.《只想告訴你》（椎名輕穗、集英社）78pt 10.《天狗的女儿》（岩本奈緒、小學館）74pt                                                                                             | [ 8 ]  |
| 2012年 （第七屆） | 《懶人的餐桌》（作：久住昌之／畫：水澤悅子、秋田書店）123pt | 2.《昭和元祿落語心中》（雲田晴子、講談社）112pt 3.《》（、祥傳社）80pt 4.《姊姊結婚吧？》（西炯子、小學館）78pt 5.《》（田中相、講談社）91pt 6.《花牌情緣》（末次由紀、講談社）57pt 7.《海街日記》（吉田秋生、小學館）56pt 8.《歌舞伎華之戀》（嶋木明子、小學館）55pt 9.《呼喚愛情的鏡球魔法》（山下知子、祥傳社）50pt 10.《謊言×謊言》（金田一蓮十郎、講談社）46pt                                                                                        | [ 9 ]  |
| 2013年 （第八屆） | 《俺物語！！》（畫：或子／作：河原和音、集英社）334pt       | 2.《婚禮的前一天》（穗積、集英社）129pt 3.《今天不上班》（藤村真理、集英社）110pt 4.《日波里的清晨》（山下知子、祥傳社）95pt 5.《塗鴉日記》（東村明子、集英社）77pt 6.《Last game 青春角力賽》（天乃忍、白泉社）58pt 7.《千年萬年蘋果之子》（田中相、講談社）52pt 8.《花牌情緣》（末次由紀、講談社）51pt 9.《你已藏在我心底》（天堂きりん、講談社）46pt 10.《姊姊結婚吧？》（西炯子、小學館）41pt                                                                    | [ 10 ] |
| 2014年 （第九屆） | 《再見了，魔法師》（穗積、小學館）86pt                      | 2.《心跳在今夜～真壁俊的事情～》（池野恋、集英社）82pt 3.《月影BABY》（小玉由起、小学館）66pt 4.《日日蝶蝶》（森下suu、集英社）65pt 5.《塗鴉日記》（東村明子、集英社）63pt 6.《深宮戀語》（久世番子、白泉社）59pt 7.《棉花糖女孩》（平間要、白泉社）56pt 8.《逃避雖可恥但有用》（海野綱彌、講談社）55pt 9.《》（鳥飼茜、講談社）54pt 10.《龍鳳逆轉》（齊藤千穗、小學館）52pt                                                                               | [ 11 ] |
| 2015年 （第十屆） | 《琪醬還不夠好》（阿部共實、秋田書店）131pt                 | 2.《東京白日夢女》（東村明子、講談社）119pt 3.《凡爾賽玫瑰》（池田理代子、集英社）93pt 4.《我太受歡迎了，該怎麼辦？》（純子、講談社）89pt 5.《月刊少女野崎同學》（椿泉、史克威尔艾尼克斯）84pt 6.《高台家的成員》（森本梢子、集英社）76pt 7.《塗鴉日記》（東村明子、集英社）63pt 8.《》（入江喜和、講談社）59pt 9.《在天才學生宿舍遇見未來大科學家》（高野文子、中央公論新社）57pt 10.《泥鯨之子們在沙地上歌唱》（梅田阿比、秋田書店）56pt                 | [ 12 ] |
| 2016年 （第11屆） | 《阿宅的戀愛太難》（ふじた、一迅社）125pt                         | 2.《東京白日夢女》（東村明子、講談社）117pt 3.《町田君的世界》（、集英社）100pt 4.《》（、East Press）94pt 5.《翱翔于天际的夜鹰》（川端志季、集英社）91pt 6.《逢澤理玖》（星余里子、文藝春秋）78pt 6.《》（日当貼、）78pt 8.《女の友情と筋肉》（KANA、星海社）71pt 9.《》（曾根富美子、宙出版）65pt 10.《》（池邊葵、小學館）60pt | [ 13 ] |
| 2017年 （第12屆） | 《金之國 水之國》（岩本奈緒、小學館）200pt                  | 2.《春的詛咒》（小西明日翔、一迅社）111pt 3.《我可以被擁抱嗎？因為太過寂寞而叫了蕾絲邊應召》（、East Press）74pt 4.《深夜的糟糕戀愛圖鑑》（尾崎衣良、小學館）68pt 5.《椿町的寂寞星球》（山森三香、集英社）67pt 6.《透明的搖籃》（沖田×華、講談社）63pt 7.《昭和元祿落語心中》（雲田晴子、講談社）60pt 8.《我和妳的重要對話》（Robico、講談社）58pt 9.《交錯的想念》（咲坂伊緒、集英社）57pt 10.《獻祭公主與獸王》（友藤結、白泉社）53pt                    | [ 14 ] |
| 2018年 （第13屆） | 《七葉樹王國的七名騎士》（岩本奈緒、小學館）147pt           | 2.《波族傳奇 ～春之夢～》（萩尾望都、小學館）100pt 3.《聰子與娜妲》（著：／監修：；發行：星海社／發售：講談社）96pt 4.《》（入江喜和、講談社）86pt 5.《穿越時空當宅女》（佐佐木陽子、）78pt 6.《》（OZAWA YUKI、講談社）77pt 7.《》（吟鳥子／作畫協力：中澤泉汰、秋田書店）59pt 8.《》（、LEED社）53pt 9.《》（、LEED社）50pt 10.《7SEEDS 幻海奇情》（田村由美、小學館）49pt                                                                               | [ 15 ] |
| 2019年 （第14屆） | 《春心萌動的老屋緣廊》（鶴谷香央理、KADOKAWA）191pt         | 2.《勿說是推理》（田村由美、小學館）160pt 3.《凪的新生活》（コナリミサト、秋田書店）144pt 4.《異國日記》（山下知子、祥傳社）118pt 5.《大叔與貓》（桜井海、史克威尔艾尼克斯）68pt 6.《貓狗的爆笑同居生活》（松本英吉、講談社）60pt 7.《漫符圖譜：日本最古老漫畫教你這樣看漫畫》（河野史代、朝日新闻出版）49pt 8.《》（小玉由起、小學館）45pt 8.《》（町田粥、KADOKAWA）45pt 10.《你在春天醒來》（縞あさと、白泉社）43pt                                                         | [ 16 ] |
| 2020年 （第15屆） | 《告別迷你裙》（牧野葵、集英社）183pt                       | 2.《為你著迷》（、KADOKAWA）161pt 3.《》（雁須磨子、太田出版）133pt 4.《勿說是推理》（田村由美、小學館）69pt 5.《心臟》（奧田亞紀子、LEED社）68pt 6.《波族傳奇 獨角獸》（萩尾望都、小學館）55pt 7.《》（、KADOKAWA）46pt 8.《》（、文藝春秋）44pt 8.《尤莉亞老師的紅線》（入江喜和、講談社）44pt 10.《異國日記》（山下知子、祥伝社）43pt | [ 17 ] |
| 2021年 （第16屆） | 《女校之星》（、祥傳社）333pt                               | 2.《》（安野夢洋子、祥傳社）125pt 3.《》（、East Press）102pt 4.《我破碎的麻里子》（、KADOKAWA）100pt 5.《去唱卡拉OK吧！》（、KADOKAWA）71pt 6.《勿說是推理》（田村由美、小學館）60pt 6.《我的幸福婚約》（作：／畫：／角色：月岡月穂、史克威尔艾尼克斯）60pt 8.《》（山本美希、LEED社）56pt 9.《被擦掉的初戀》（畫：或子／作：、集英社）52pt 9.《指尖相觸，戀戀不捨》（森下suu、講談社）52pt                                                               | [ 18 ] |
| 2022年 （第17屆） | 《海波追尋的終幕》（、秋田書店）226pt                       | 2.《想做的女人和想吃的女人》（、KADOKAWA）113pt 3.《大奧》（吉永史、白泉社）86pt 4.《皎潔深宵之月》（山森三香、講談社）76pt 5.《女校之星》（、祥傳社）74pt 6.《空白区》（熊倉獻、HEROS）67pt 7.《歌劇少女！！》（齊木久美子、白泉社）64pt 8.《》（、秋田書店）52pt 9.《》（池邊葵、祥傳社）49pt 10.《勿說是推理》（田村由美、小學館）46pt | [ 19 ] |
| 2023年 （第18屆） | 《穹廬下的魔女》（、秋田書店）120pt                         | 2.《》（、祥傳社）86pt 3.《》（、講談社）81pt 4.《》（、KADOKAWA）77pt 5.《星旅少年》（[坂月魚] 错误：{{Lang}}：无效参数：\|3=（帮助）、PIE International）72pt 6.《海波追尋的終幕》（、秋田書店）58pt 7.《》（、講談社）57pt 8.《》（河原和音、集英社）53pt 9.《現在的是哪一個多聞！？》（師走ゆき、白泉社）51pt 10.《》（、講談社）48pt | [ 20 ] |
| 2024年 （第19屆） | 《海边的暖炉 大白小蟹短篇集》（大白小蟹、LEED社）104pt      | 2.《我在意的對象並不是男人》（新井すみこ、KADOKAWA）102pt 3.《》（田沼朝、KADOKAWA）95pt 4.《》（浅見理都、講談社）87pt 5.《異國日記》（山下知子、祥傳社）68pt 6.《》（、）67pt 7.《戀家的人》（井田千秋、）66pt 8.《》（小玉由起、小學館）64pt 9.《螢火蟲的出嫁》（、小學館）62pt 10.《》（有賀理惠、講談社）55pt | [ 21 ] |
| 2025年 （第20屆） | 《環與周》（よしながふみ、集英社）                          | 2.《恋とか夢とかてんてんてん》（世良田波波、MAGAZINE HOUSE） 3.《ボールアンドチェイン》（南Q太、MAGAZINE HOUSE） 4.《じゃあ、あんたが作ってみろよ》（谷口菜津子、ぶんか社） 5.《戀愛吧，假面天使！》（卯月coco、講談社） 6.《去唱卡拉OK吧！》（和山やま、KADOKAWA） 7.《スルーロマンス》（冬野梅子、講談館） 8.《突風とビート》（椎名軽穂、集英社） 9.《線場のひと》（小宮りさ麻吏奈、リイド社） 10.《霧尾 Fanclub》（地球のお魚ぽんちゃん、実業之日本社） | [ 22 ] |

## 備註
1. ↑  此分數異常（高於第3名和第4名），疑似是官方錯誤